# Szécsény (distrikt)
Szécsény är ett distrikt i Ungern. Det ligger i provinsen Nógrád, i den norra delen av landet, 70 km nordost om huvudstaden Budapest.